# Championnat de France de rugby à XV de 1re division fédérale 1998-1999
Navigation
Nationale 1 1997-1998 Nationale 1 1999-2000
Le championnat de France de rugby à XV de 1re division fédérale 1998-1999 voit s'affronter 56 équipes réparties dans 4 poules. Seul le vainqueur et le finaliste du Trophée Jean Prat (phase finale) sont promus en Pro D2 à l'issue de la saison. 

## Saison régulière
| Pos | Équipe                    | Points |
| --- | ------------------------- | ------ |
| 1   | RC Creusot                | 53     |
| 2   | US Oyonnax                | 52     |
| 3   | RC Chalon                 | 51     |
| 4   | UMS Montélimar            | 50     |
| 5   | FC Saint-Claude           | 49     |
| 6   | SO Ugine Albertville (P)  | 48     |
| 7   | Lyon OU (P)               | 47     |
| 8   | AS Mâcon (P)              | 42     |
| 9   | Paris université club (R) | 42     |
| 10  | US Romans-Péage           | 39     |
| 11  | SO Givors                 | 32     |

| Pos | Équipe                  | Points |
| --- | ----------------------- | ------ |
| 1   | RC Cannes Mandelieu (R) | 51     |
| 2   | Istres sports           | 51     |
| 3   | RC Aubenas Vals         | 51     |
| 4   | SC Mazamet              | 50     |
| 5   | AS Bédarrides           | 48     |
| 6   | RC Châteaurenard        | 46     |
| 7   | SO Millau               | 44     |
| 8   | Céret sportif (P)       | 42     |
| 9   | RC Sérignan             | 41     |
| 10  | La Voulte sportif (P)   | 37     |
| 11  | ES Monteux              | 35     |
| 12  | US La Seyne             | 32     |

| Pos | Équipe                  | Points |
| --- | ----------------------- | ------ |
|     | FC Lourdes              |        |
|     | Peyrehorade sports      |        |
|     | Stade bagnérais         |        |
|     | Stado Tarbes (R)        |        |
|     | SC Albi                 |        |
|     | US Baigorri             |        |
|     | FC Oloron               |        |
|     | US Garazi               |        |
|     | SA Mauléon (P)          |        |
|     | Blagnac SCR             |        |
|     | Boucau Tarnos stade (P) |        |
|     | Saint-Girons SC         |        |

| Pos | Équipe               | Points |
| --- | -------------------- | ------ |
| 1   | SC Graulhet (R)      | 54     |
| 2   | US Tours             | 49     |
| 3   | US Marmande          | 48     |
| 4   | Saint-Jean-de-Luz OR | 46     |
| 5   | SC Angoulême         | 46     |
| 6   | USA Limoges          | 45     |
| 7   | Saint-Paul SR        | 45     |
| 8   | CA Sarlat (P)        | 42     |
| 9   | US Bergerac          | 42     |
| 10  | Stade ruthénois      | 41     |
| 11  | SA Hagetmau (P)      | 41     |
| 12  | US Ussel             | 29     |

## Phase finale

### Finale
| Date   | Équipe 1 | Équipe 2    | Résultat |
| ------ | -------- | ----------- | -------- |
| 30 mai | Aubenas  | SC Graulhet | 25-24    |